# 툴리몬스트룸
툴리몬스트룸(학명: Tullimonstrum gregarium 툴리몬스트룸 그레가리움[*])은 약 3억 년 전(석탄기 펜실베니아세)열대 천해의 진흙 어귀에서 서식했던 멸종한 동물로, 연한 몸을 가진 좌우대칭동물이다. 이름 뜻대로 툴리의 몬스터(Tully's Monster)라고도 불리며, 1속 1종이다. 툴리몬스트룸의 화석은 미국 일리노이주 마존 크릭 화석층(Mazon Creek fossil bed)의 에식스 생물군(Essex biora)에서만 발견된다. 툴리몬스트룸의 분류는 논쟁 중에 있으며, 툴리몬스트룸에 대해 연체동물에서부터  절지동물, 코노돈트, 피낭동물, 그리고 척추동물에 이르기까지 다양한 해석이 나오고 있다. 이 동물은 주로 궐련담배 모양이며, 삼각 꼬리지느러미가 달리고, 길다란 육경 한 쌍, 입을 닮은 부속지가 끝에 달린 주둥이가 특징적이다. 화석으로 유추해볼 때, 이 동물은 바닷속에서 사냥하는 육식성 유영동물이었을 가능성이 있다. 툴리몬스트룸이 살았을 적에, 일리노이주 일대는 진흙 어귀, 해양 환경, 그리고 강과 여러 호수 같은 생태계가 혼합되어 있었을 것이다. 다른 생물들의 화석(벨로텔손속(Belotelson)의 갑각류, 에섹셀라속(Essexella)의 자포동물, 반드링가속(Bandringa)의 연골어류)들이 툴리몬스트룸과 함께 발견된다.

## 특징

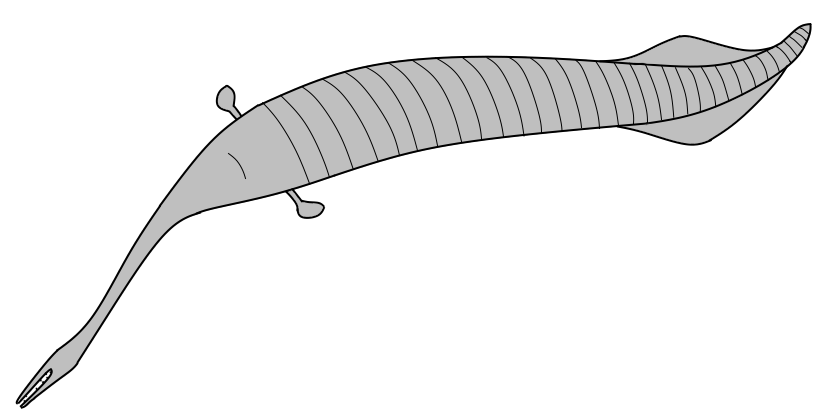
Johnson et al. (1969)에 따른 툴리몬스트룸의 복원도

툴리몬스트룸은 몸길이가 최대 35cm에 달하며, 가장 작은 개체는 약 8cm만 하다.
툴리몬스트룸은 꼬리 끝에 수직으로 선 한 쌍의 배지느러미(그러나 연체화석의 보존 정확도로 인해 이를 확인하기는 어렵다.)가 있으며, 일반적으로 각 '턱'에 최대 8개의 작고 날카로운 이빨이 달리는 길다란 주둥이를 특징으로 하며, 진흙투성이 바닥에 가려져 있는 작은 생물과 먹을 수 있는 부식물을 활발히 찾아다녔을 것이다. 이 동물은 일리노이주 그룬디 카운티에 있는 마존 크릭 화석층에서 비정상적으로 풍부한 연체성 생물의 화석군을 대표하는 생태군의 일부이다.
화석에 단단한 부분이 없다는 것은 이 동물이 뼈, 키틴 또는 탄산칼슘으로 구성된 기관을 가지고 있지 않다는 것을 의미한다. 내부 구조가 연속 반복된다는 증거가 있다. 머리의 분화가 잘 이루어지지 않는다. 위 또는 아래쪽의 가로 막대 구조는 멜라노좀(멜라노닌 색소가 포함되어 있다.)으로 확인된 어두운 물질 이들의 형태와 구조는 카메라 눈을 연상시킨다. 과 연관되는 두 개의 둥근 기관으로 끝이 난다. 툴리몬스트룸은 아가미나 신경삭, 또는 미발달한 척수로 보이는 구조물이 달린다.

## 문화
1989년, 툴리몬스트룸은 일리노이주의 주 화석으로 공식지정되었다. 일리노이주의 유홀(U-Haul)사 소속 트럭의 트레일러 그림으로 들어가 있기도 하다.